# باتريشيا دود
باتريشيا دود (بالإنجليزية: Patricia Dodd)‏ هي متزلجة فنية بريطانية، ولدت في 7 أبريل 1948 في تورونتو في كندا.

## وصلات خارجية
- باتريشيا دود على موقع اللجنة الأولمبية الدولية (الإنجليزية)
- باتريشيا دود على موقع أوليمبيديا (الإنجليزية)